# インディ・ジョーンズ・アドベンチャー
- ディズニーパーク > 東京ディズニーリゾート > 東京ディズニーシー
  - ロストリバーデルタ > インディ・ジョーンズ・アドベンチャー
  - 東京ディズニーシーのアトラクションの一覧 > インディ・ジョーンズ・アドベンチャー

インディ・ジョーンズ・アドベンチャー (Indiana Jones Adventure) とは、映画『インディ・ジョーンズ』シリーズをモチーフにし、オーディオアニマトロニクスを駆使した、ディズニーパークにある室内ライド型アトラクションである。

## このアトラクションが存在するパーク
- ディズニーランド（ディズニーランド・リゾート） - インディ・ジョーンズ・アドベンチャー：禁断の瞳の魔宮
- 東京ディズニーシー（東京ディズニーリゾート） - インディ・ジョーンズ・アドベンチャー：クリスタルスカルの魔宮

## このアトラクションを建設予定のパーク
- ディズニー・アニマル・キングダム（ウォルト・ディズニー・ワールド・リゾート）[1] - 2027年オープン予定

## 概要

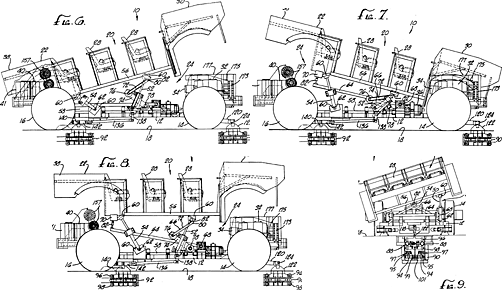
エンハンスト・モーション・ビークルの稼働範囲を表した図。

ディズニーMGMスタジオ（現：ディズニー・ハリウッド・スタジオ）における、インディ・ジョーンズ・エピック・スタント・スペクタキュラー! (Indiana Jones Epic Stunt Spectacular!) の大成功を受けて、ディズニーランドに新たにインディ・ジョーンズをモチーフにした恒常的なアトラクションを建設する計画が正式に発足。これを受けて完成したのが当アトラクションである。開発が1990年代であるため、カリブの海賊などの初期アトラクションに比べてエンハンスト・モーション・ビークル(英語版)を始めとする、遥かに高度な、コンピューター制御によるライド運行やオーディオアニマトロニクスが実現している。
映画『インディ・ジョーンズ/魔宮の伝説』をモチーフに、遺跡の観光ツアーでジープに乗り込み、神殿の守護神の怒りを買い、猛スピードで罠や呪いを駆け抜けるという設定は全てのパークで共通しているが、探検に関するストーリーはパーク毎に異なる。

## ディズニーランド
| インディ・ジョーンズ・アドベンチャー：禁断の瞳の魔宮 Indiana Jones Adventure: Temple of the Forbidden Eye | インディ・ジョーンズ・アドベンチャー：禁断の瞳の魔宮 Indiana Jones Adventure: Temple of the Forbidden Eye | インディ・ジョーンズ・アドベンチャー：禁断の瞳の魔宮 Indiana Jones Adventure: Temple of the Forbidden Eye | インディ・ジョーンズ・アドベンチャー：禁断の瞳の魔宮 Indiana Jones Adventure: Temple of the Forbidden Eye |
| --- | --- | --- | --- |
| オープン日                                                                                                | オープン日                                                                                                | 1995年3月3日                                                                                              | 1995年3月3日                                                                                              |
| スポンサー                                                                                                | スポンサー                                                                                                | なし | なし |
| 所要時間                                                                                                  | 所要時間                                                                                                  | 約3分 | 約3分 |
| 定員 | 定員 | 12名 | 12名 |
| 利用制限                                                                                                  | | 身長117cm以上、7歳未満は14歳以上の付き添いが必要                                                          | 身長117cm以上、7歳未満は14歳以上の付き添いが必要                                                          |
| ファストパス                                                                                              | ファストパス                                                                                              | | ○ |
| シングルライダー                                                                                          | シングルライダー                                                                                          | | ○ |

カリフォルニアのディズニーランドのアドベンチャーランドに存在する。遺跡の外観は、インディ・ジョーンズに登場するようなインドの古代神殿である。
アトラクション中にはインディアナ・ジョーンズのオーディオアニマトロニクスが登場する。
ライドを出発直後、三つの扉が出現し、そのうちの一つに入っていく趣向。しかし三つの扉はフェイクで三つの扉が左右にスライドしておりあたかも違うコースへ進むように見えるがすべて同じコースである。内部は下記にある東京ディズニーシーの同アトラクションと同規模。

### ストーリー
考古学者のインディ・ジョーンズと親友の発掘屋サラーは遺跡の発掘作業にあたっていた。そんな中、サラーがインディに内緒で遺跡の守り神で願い事をかなえてくれる「マーラ」を探すツアーを企画。ツアーに参加したゲストは、マーラを見てはいけないことを知らずに見てしまう。

## 東京ディズニーシー
| インディ・ジョーンズ・アドベンチャー：クリスタルスカルの魔宮 Indiana Jones Adventure: Temple of the Crystal Skull | インディ・ジョーンズ・アドベンチャー：クリスタルスカルの魔宮 Indiana Jones Adventure: Temple of the Crystal Skull | インディ・ジョーンズ・アドベンチャー：クリスタルスカルの魔宮 Indiana Jones Adventure: Temple of the Crystal Skull                                | インディ・ジョーンズ・アドベンチャー：クリスタルスカルの魔宮 Indiana Jones Adventure: Temple of the Crystal Skull                                |
| --- | --- | --- | --- |
| オープン日 | オープン日 | 2001年9月4日 (東京ディズニーシーと同時にオープン)                                                                                                | 2001年9月4日 (東京ディズニーシーと同時にオープン)                                                                                                |
| スポンサー | スポンサー | パナソニック | パナソニック |
| 所要時間 | 所要時間 | 約3分 | 約3分 |
| 定員 | 定員 | 12名 | 12名 |
| 利用制限 | | ・身長117cm以上 ・7歳未満の子供には16歳以上の健全な方の同伴が必要 ・妊婦、高齢、その他アトラクションの利用により悪化する症状がある場合は乗車不可 | ・身長117cm以上 ・7歳未満の子供には16歳以上の健全な方の同伴が必要 ・妊婦、高齢、その他アトラクションの利用により悪化する症状がある場合は乗車不可 |
| ファストパス | ファストパス | | 対象外 |
| シングルライダー                                                                                                  | シングルライダー                                                                                                  | | ○ |

東京ディズニーシーのロストリバーデルタに存在する。ゲストは遺跡の観光ツアーに参加し、伝説の永遠の若さ（不老不死）が得られるという若さの泉を探す内容である。いわゆるディズニーランドのアトラクションの日本版であるが、守護神となるキャラクターが異なりディズニーランドでは「マーラ」という像が登場するのに対し、東京ディズニーシーのものは「水晶髑髏」が登場する。クリスタルスカルは大蛇や炎を吹く石像などに姿を変えてゲストに襲いかかる。
遺跡の外観は、ユカタン半島にあるマヤ文明のチチェン・イッツァ遺跡 (en:Chichen Itza) などがモチーフとなっている。
このアトラクションはTDS内にある「タワー・オブ・テラー」や、東京ディズニーランドの「スプラッシュ・マウンテン」と同じようにアトラクション中に写真が撮影される場所がある。その撮られた写真はアトラクション出口右にある「エクスペディション・フォトアーカイヴ」で購入可能である。撮影される場所はアトラクション終盤、ロープに掴まっているインディの後ろから巨大な岩が転がってくる所である。左上を見るようにするとカメラ目線で写ることができる。
なお、2008年公開のインディ・シリーズ第四作は『インディ・ジョーンズ/クリスタル・スカルの王国』 (Indiana Jones and the Kingdom of the Crystal Skull) であるが、本アトラクションとは共通点は無く、むしろ第一作の『レイダース/失われたアーク《聖櫃》』との共通点が多い。
シングルライダーに対応している。利用する場合はまずプライオリティ・アクセス・エントランスに立っているキャストにシングルライダーで利用する旨を伝えそのまま進み、ファストパスとスタンバイ（通常入場口）の合流地点にいるキャストにシングルライダーである旨を伝えれば、プライオリティパスとスタンバイの合流列とは別にあるシングルライダー専用通路へ案内される。以前はスタンバイ列の途中に2か所プライオリティパス列に合流できる分岐点があり、そこから入っていくようになっていた。現在でも、スタンバイ列の途中からプライオリティパス列に入ることが可能である。
2023年7月26日から「40周年記念プライオリティパス」を導入している。

### DATA
その他のデータ
- 最高速度：約24km/h
- 走行距離：約620m
- 神殿の高さ：約25m

### ストーリー
1930年代の中央アメリカ。考古学者のインディ・ジョーンズ博士（声：村井国夫）と助手のパコ（声：宝亀克寿）は遺跡の発掘作業にあたっていた。そんな中、助手のパコは金儲けをたくらみ、内緒で「若さの泉」を探す遺跡の観光ツアーを計画してしまう。その観光ツアーに参加しに来たゲストが神聖な神殿に踏み込んだことにクリスタルスカルは激怒。ゲストの行く先々で姿を変えて襲いかかる。

## トリビア

### ディズニーランド関連
- 副題は「禁断の瞳の魔宮」ではなく、「魔眼の神殿」と書かれている書籍も存在する。

### 東京ディズニーシー関連
- ライドに搭乗するまでのキューライン（待ち列）にあるインディ博士の仕事場には世界各国の新聞（日本は「國際ジャーナル」という新聞）が置いてあり、そこには遺跡と一人の男が写った写真があるが、そこに写っている人物はこのアトラクションのスポンサーであるパナソニック株式会社の創業者の松下幸之助である。また、その新聞の日付は1935年9月4日になっている。
- キューラインにはパナソニック株式会社のブランドの一つである「ナショナル」の電球が置かれている。
- かなり速く感じるが、実際の速度は時速24Kmとディズニーリゾートの絶叫系アトラクションではかなり遅い。
- キューラインで流れるラジオは、ユカタン・ベースキャンプ・グリルやロストリバーデルタのパークインフォメーションボードを掲示する小屋でも聴くことができる。
- アトラクション終了後、パコが「若さの泉は見つかった？え～？それは残念。次はきっと見つかるよ！」と言っている。若さの泉を直接見ることは出来ないが（アトラクションの中見られる泉のようなものは、全てダミー）、若さの泉と思われる反射した光が壁に映っているのを確認することは出来る[2]。
- ジョーンズ博士やクリスタルスカルの台詞は、色々なパターンがある。
- ペンシルベニア州立アンドリュー大学が遺跡の発掘を支持しており、周辺のゴミ箱には大学名が書かれている。